# Andivă
Andiva, Cichorium endivia este o legumă din familia Asteraceae. Andivele pot fi gătite sau folosite crude în salate.
Tehnica de cultivare a andivelor a fost descoperită accidental în anii 1830 în Schaerbeek, Belgia. Andivele sunt cultivate pentru uz culinar, prin tăierea frunzelor plantei și păstrarea rădăcinii și tulpinii într-un loc întunecat. Frunze noi înmuguresc, dar, în lipsa luminii, acestea sunt albe și nu mai sunt amare, ca frunzele crescute în aer liber. Franța este cel mai important cultivator de andive.